# Kardamom
A kardamom a gyömbérfélék családjának Alpinioideae alcsaládjának Elettaria és Amomum nemzetségébe tartozó növények magja. Mindkét nemzetség Indiában őshonos. Fűszerként a kicsi, háromszög keresztmetszetű maghüvelyekben található apró, fekete magokat használjuk. Három változatban kapható: zöld (amelyet az Elettaria nemzetségébe tartozó fajokról érés előtt szüretelnek), fehér (amely a zöld áztatással fehérített változata) és fekete (amelyet az Amomum nemzetségbe tartozó fajokról éretten szednek és füstben szárítanak).

## Származása, élőhelye
Elő-India délnyugati partvidékéről, a Malabár-part környékéről és Srí Lankáról származik, de napjainkra már Délkelet-Ázsia számos trópusi éghajlatú vidékén és Guatemalában is nagyban termesztik. A Malabár-parton az ősidők óta fogyasztják (már a szanszkrit írások is említik). A friss Malabár-kardamom aromája, formája és papagájzöld színe különleges.
A meleg, párás klímát kedveli, de a talaj nem lehet vizenyős. Tápanyagigényes. Lakásban is nevelhető, vegetatív és generatív módon is szaporítható.

## Megjelenése

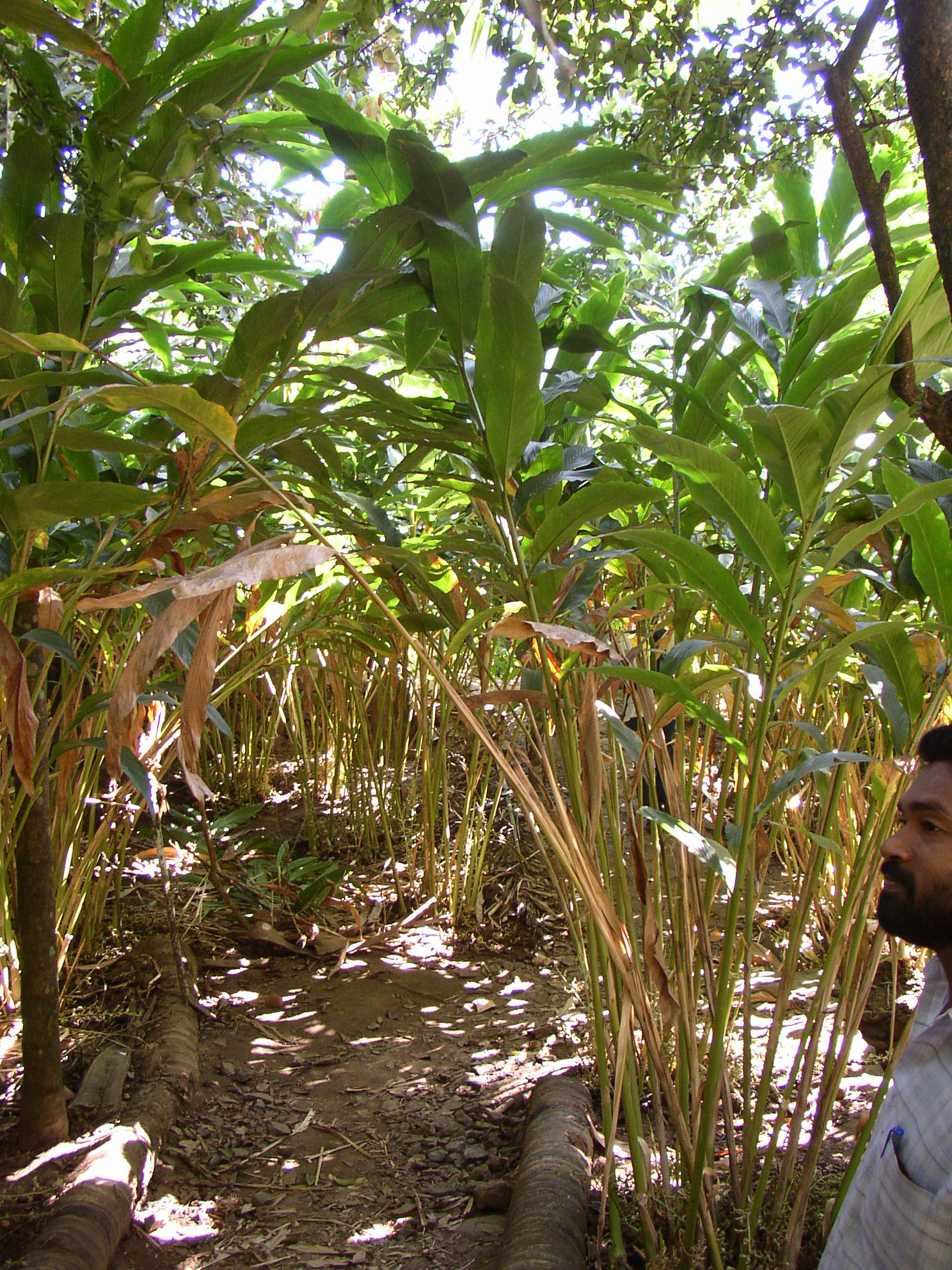
Kardamom növény (Elettaria cardamomum)

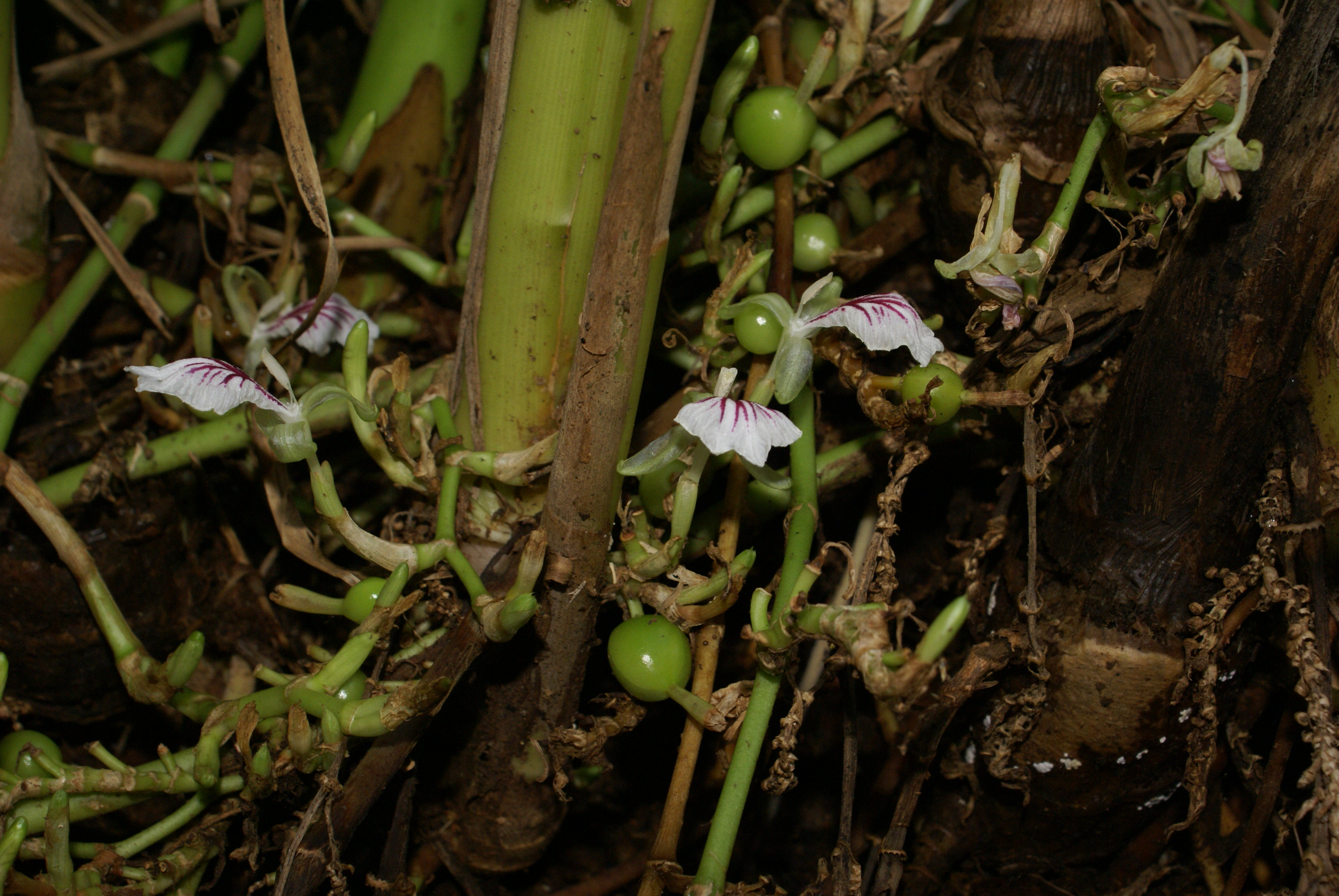
A termést hozó alacsony virágos szárak

Egészben (hüvelyestül) vagy a termésfaltól mentesen, egész vagy őrölt állapotban kerül forgalomba. Illóolajat, zsírolajat, keményítőt, cukrot tartalmaz.
Lágyszárú, évelő növény. 2–3 méter magasra megnövő szárai csak a leveleket hordozzák; a külön növő virágos szár 30–50 centiméter hosszú.
A hüvelye háromszögletű, 15–20 milliméteres, igen vékony falú. Celláiban 10–20, egyenként 3–4 milliméter vastag mag van. A termés fala semmiféle íz-, olaj- vagy illóanyagot nem tartalmaz; fűszerként a gyengén kámforillatú, édes, fűszeres ízű magvakat (Kardamomi fructus) használjuk. Ezek szaga gyengén kámforos, aromás. Többféle illóolaj (cineol, kámfor, limonén stb.) mellett cukrot, 20–40% keményítőt és mintegy 10% egyéb olajat tartalmaznak.
Ha egészben tárolják, jól záródó üvegben, akkor a fehér és a zöld hüvelyek nagyon sokáig elállnak.

## Felhasználása

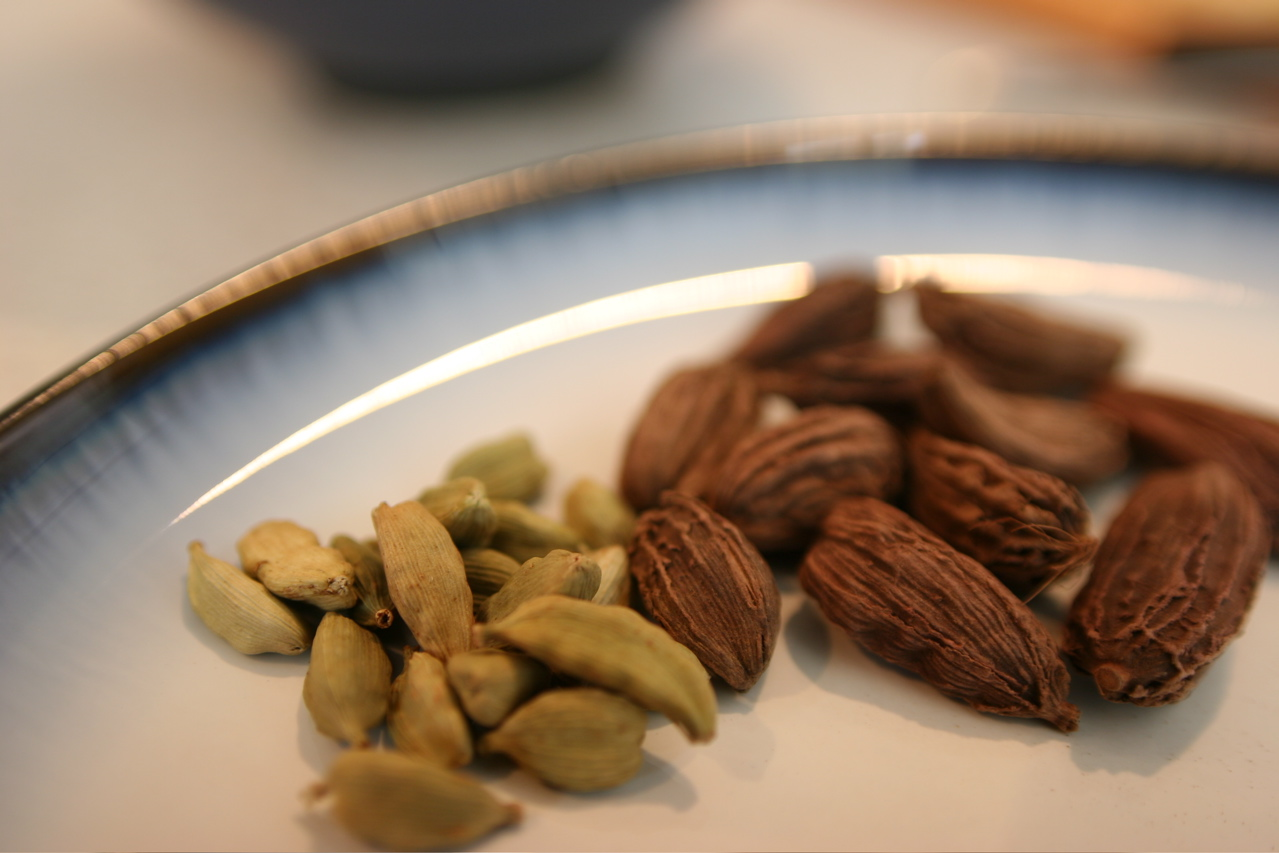
A zöld és a fekete kardamom hüvelyek

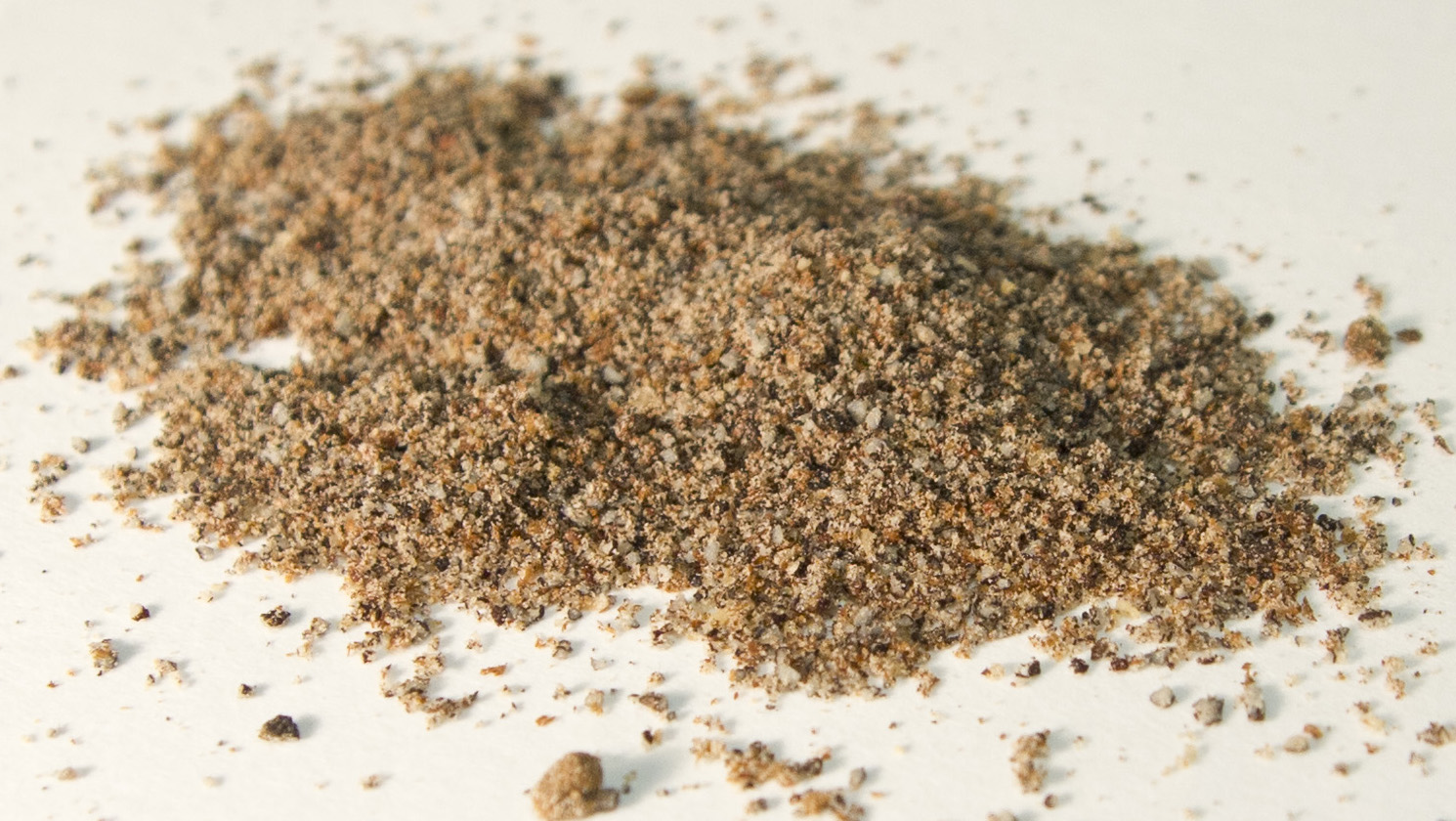
Őrölt kardamom magok

A zöld kardamom főként az édességek, desszertek és sütemények különleges fűszere, de kávét és italokat is ízesítenek vele. A fehér kardamom íze az áztatás következtében jóval gyengébb. Főként világos színű krémekben, habokban és mártásokban használják, ahol az őrölt magok színe zavarná az összképet. A fekete kardamom kissé füstös íze miatt inkább a húsok és zöldségek ízesítésére alkalmas.
Mézeskalácshoz, marcipánhoz, páclevekbe, likőrökhöz az egész magvakat használjuk, rizs, gyümölcssaláta, curry, kenyér, sütemények, török kávé, csokoládé, salátaöntetek ízesítésére pedig a porát.
Ha tehetjük, egész hüvelyeket vásároljunk, mert a hámozott, esetleg őrölt termés sok íz- és illatanyagot veszít. A termést teljesen kifejlett állapotában, de még zölden, éretlenül szedik le, és úgy szárítják.
Klasszikus felhasználói:
- a Közel-Kelet (az arab országok),
- a skandináv országok,
  - a svédek az almapudingjukba teszik;
  - a finnek a kávéhoz készített kelt tésztás süteményeket ízesítik vele;
  - Norvégiában (darált) húsokat (hamburger, kolbász) ízesítenek vele;
- Oroszország egyes vidékei,
- Japán,
- arab országokban nem múlhat el nap egy Gahwa „kotyvasztása” nélkül: ez a kávé az arab vendégszeretet nélkülözhetetlen eleme, a legtöbb élelmiszerboltban kapható 5-10% őrölt kardamomot tartalmazó vákuumcsomagolt kávé.
- a világ többi részén főként curry-porok alkotóelemeként ismerik.

A kozmetikai ipar is felhasználja.
A kardamom egyik illóolaja, az alfa-terpinil-acetát az Alzheimer-kór kutatások egyik célpontja is. Science direct: Alpha-terpinyl acetate: A natural monoterpenoid from Elettaria cardamomum as multi-target directed ligand in Alzheimer’s disease